# Reina (Name)
Reina (jiddisch: רײנאַ; japanisch: 怜奈) ist ein weiblicher Vorname sowie ein Familienname.

## Herkunft und Bedeutung
Der im Jiddischen verwendete Vorname ist abgeleitet vom jiddischen רײן (rein) und bedeutet sauber, rein. Eine Variante ist Rayna.
Im Spanischen bedeutet der Vorname Königin. Varianten sind Regina, Reyes und Reyna.
Im Japanischen ist der Vorname abgeleitet vom Kanji 怜 (rei) für weise und dem phonetischen Zeichen 奈 (na). Der Name kann auch durch andere Kanji-Kombinationen gebildet werden.

## Bekannte Namensträgerinnen

### Vorname
- Reina King (* 1975), US-amerikanische Schauspielerin
- Reina Roffé (* 1951), argentinische Schriftstellerin und Journalistin
- Reina Tanaka (* 1989), japanische Sängerin
- Reina Torres de Araúz (1932–1982), panamaische Anthropologin und Ethnographin

### Familienname
- Antonio Manuel Reina (* 1981), spanischer Leichtathlet
- Carlos Roberto Reina (1926–2003), honduranischer Politiker, Präsident 1994 bis 1998
- Casiodoro de Reina († 1594), spanischer Theologe
- Francisco Javier de Reina (1762–1815), spanischer Offizier und Politiker
- Gaetano Reina (1889–1930), italoamerikanischer Mafioso
- Giuseppe Reina (* 1972), deutscher Fußballspieler
- Helene Gräfin von Reina (1835–1860), Gemahlin von Fürst Friedrich Günther von Schwarzburg-Rudolstadt

- José María Reina Andrade (1860–1947), guatemaltekischer Politiker, Präsident 1931
- José María Reina Barrios (1854–1898), guatemaltekischer Politiker, Präsident 1892 bis 1898
- Josef della Reina (1418–1472), jüdischer Schwärmer in Galiläa
- Juana Reina (1925–1999), spanische Schauspielerin und Sängerin
- Loris Reina (* 1980), französischer Fußballspieler
- Miguel Reina (* 1946), spanischer Fußballspieler
- Pepe Reina (José Manuel Reina Páez; * 1982), spanischer Fußballtorhüter
- Rafael Reina (* 1961), niederländischer Komponist
- Rudolf von Reina (1842–1921), preußischer Hauptmann, Abgeordneter des anhaltinischen Landtages